# Onconotus servillei
Onconotus servillei är en insektsart som beskrevs av Fischer von Waldheim 1846. Onconotus servillei ingår i släktet Onconotus och familjen vårtbitare. IUCN kategoriserar arten globalt som sårbar. Inga underarter finns listade i Catalogue of Life.